# هینشلود (دهانه)
هینشلود یک دهانه برخوردی در ماه‌ است.